# دهستان اماسته
دهستان اماسته (به لاتین: Emmaste Parish) یک دهستان در استونی است که در شهرستان هیو واقع شده‌است.

## خصوصیات
دهستان اماسته ۱۹۷ کیلومترمربع مساحت و ۱٬۲۶۶ نفر جمعیت دارد.